# Carlos Lamus Alcalá
Carlos Lamus Alcalá es un productor de telenovelas.

## Biografía
Carlos comenzó su carrera como técnico en RCTV en los años ochenta. Después trabajó en Marte Televisión y otra vez en RCTV donde se convirtió en productor ejecutivo.
En 2007 comienza a trabajar en Sony Pictures Television, donde fue asesor de producción en varias telenovelas y series, que incluyen Isa TKM, La Pola y El sexo débil.
En 2012 produce la telenovela Corazón valiente en Telemundo. De parte de Venevisión International produce Demente criminal y Voltea pa' que te enamores en 2014.

## Trayectoria

### Productor ejecutivo
Telemundo
- Milagros de Navidad (2017)
- Mariposa de barrio (2017)
- Corazón valiente (2012)

Venevisión International
- Voltea pa' que te enamores (2014-2015)
- Demente criminal (2014)
- Segunda parte de Los secretos de Lucía (2013)

RCTV
- Camaleona (2007)
- Por todo lo alto (2006)
- Mujer con pantalones (2004-2005)
- El desafío (1995)
- Alejandra (1994)

### Asesor de producción
Sony Pictures Television
- Primera parte de Una maid en Manhattan (2011-2012)
- Bienvenida realidad (2011)
- El sexo débil (2011)
- Amar y temer (2011)
- La Pola (2010)
- Primera temporada de Niñas mal (2010)
- Los caballeros las prefieren brutas (2009)
- Aquí no hay quien viva (2008)
- Primera parte de Isa TKM (2008)